# Тайны мудрого рыболова
«Тайны мудрого рыболова» — советский научно-популярный фильм 1957 года режиссёра Леонида Антонова о рыбалке. 
«Игровой фильм, имеющий лишь косвенное отношение к научно-популярному кино» («Искусство кино», 1958).

## Сюжет
На зимней рыбалке на Истринском водохранилище знакомятся рыбаки-любители, весной они рыбачат вместе, а летом в отпусках разъезжаются по разным уголкам страны — каждый по-своему ловить свою рыбу — в занимательной форме рассказывается о ловле в разные времена года, разными способами.

## В ролях
- Николай Крючков — Николай Афанасьевич
- Лидия Королёва — Ольга Сергеевна
- Григорий Шамшурин — муж Ольги Сергеевны
- А. Некрасов — сын Ольги Сергеевны
- Александр Юрьев — Кузьма Егорович
- Александр Баранов — Василий Иванович
- Алексей Алексеев — Иван Гаврилович
- Гавриил Белов — дядя Костя, лещатник
- Вова Силуянов — юный рыболов

Текст читает Леонид Хмара.
В исполнении Николая Крючкова звучит «Песенка рыболова» — музыка С. Каца, слова С. Острового.